# Fête des pirogues
La fête des pirogues, appelé Boun suang heua, ou Boun Xuang heua  ou encore Loy Krathong est une fête célébrée chaque année, notamment au Laos, généralement au mois d’octobre, à la fin du carême bouddhique.
Il s'agit de spectaculaires courses de pirogues organisées dans les villes (essentiellement à Vientiane, Luang Prabang, Savannakhet et la province de Champassak) et villages en bordure du Mékong.

## Généralités
Pendant la fête des pirogues, des embarcations sont décorées de fleurs et de bougies. Aussi, de petits radeaux fabriqués en bambou et ornés eux aussi de bougies sont lancés sur les rivières et le fleuve : c'est la cérémonie du Lai Hua Fai (ou bateau de feu)  signifiant ainsi l'expulsion des Mauvais Génies, qui sont abandonnés au fil de l'eau. On forme alors ses vœux de bonne santé, prospérité et longévité .
Les plus grands de ces bateaux de feu resteront un temps dans les cours des maisons ou des temples en attendant d’être illuminés le soir de la fête.
Les villages situés au bord d'une rivière organisent leur propre course de pirogues avec l'appui des autorités religieuses, les résultats donnent lieu à une grande fête populaire et à de grands honneurs pour les gagnants .

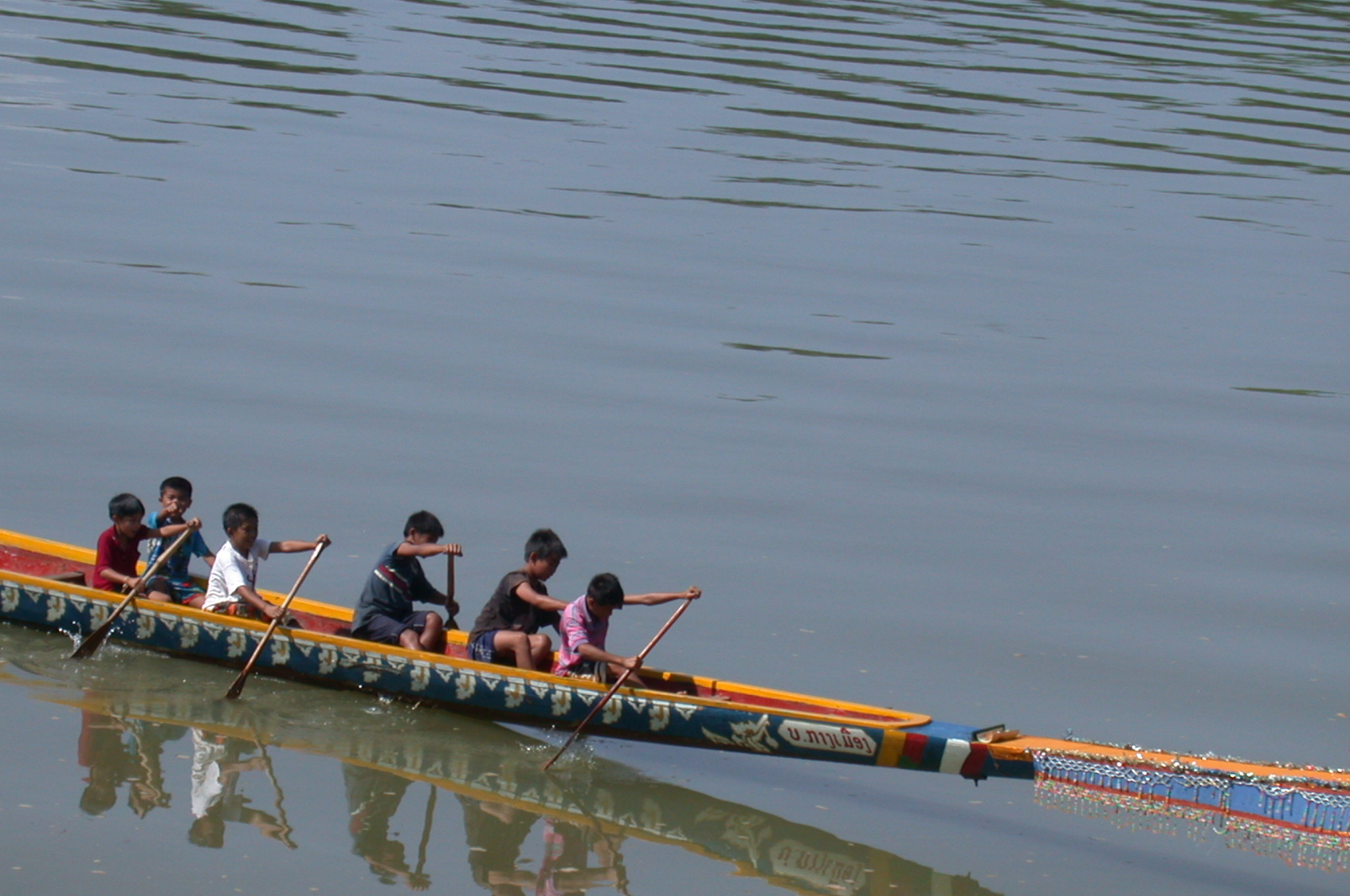
Les enfants apprennent dès le plus jeune âge à naviguer sur une pirogue.

Elle marque la fin de la saison des pluies et est également célébrée en Birmanie, au Cambodge, et en Thaïlande.

## Origine de cette tradition

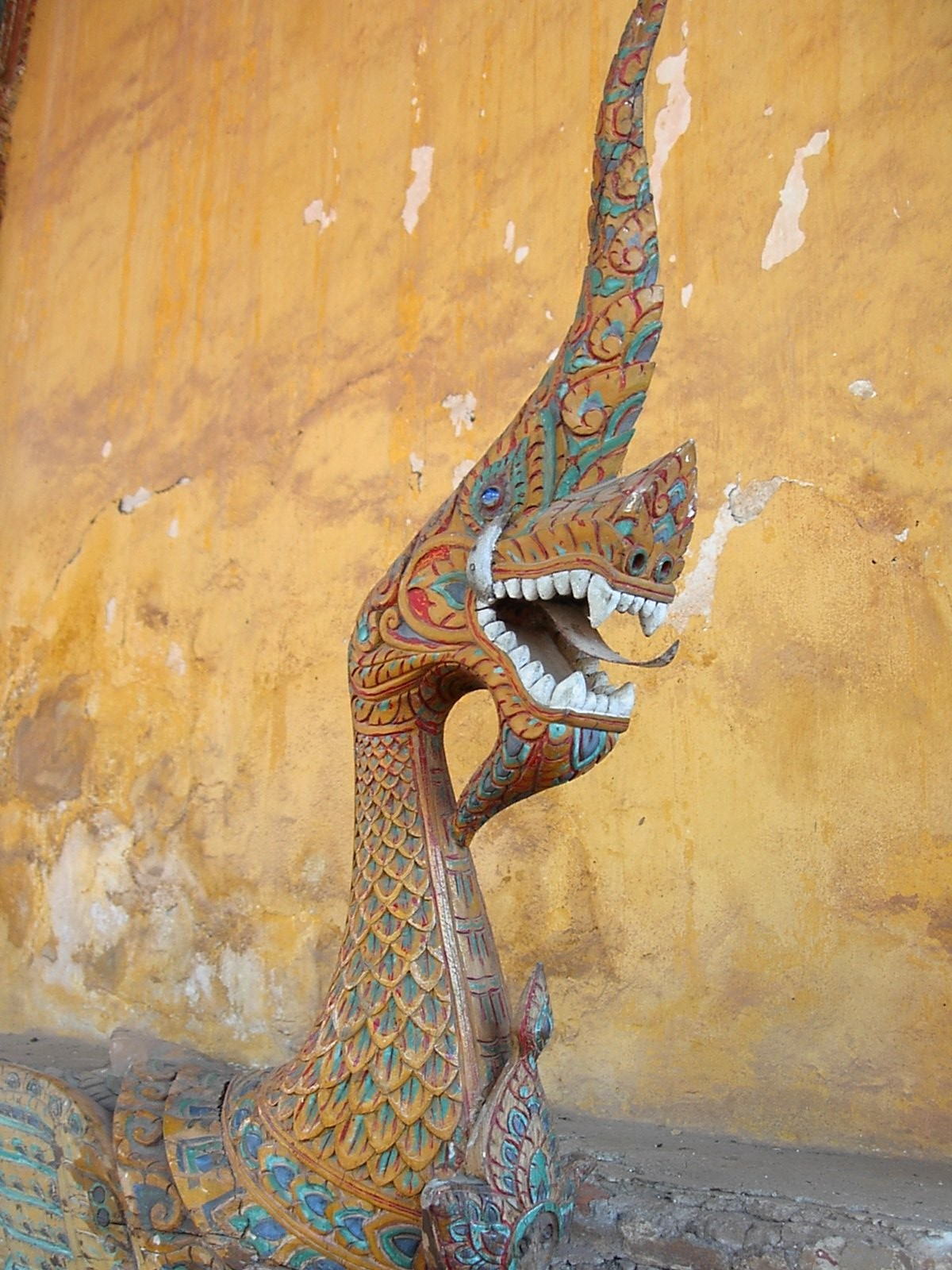
Un nâga, protecteur de Vientiane.

La course des pirogues existe depuis plusieurs milliers d’années[réf. nécessaire]. La vie quotidienne s’organisait énormément autour du fleuve Mékong ainsi que ses nombreux affluents. En effet, celui-ci était à la fois un fort moyen de transport et communication, mais aussi une source alimentaire grâce aux poissons.
Même si aujourd’hui la course des pirogues est un évènement essentiellement social, sportif et commercial, elle reste toutefois associée aux nâgas, ces esprits du fleuve protecteurs de Vientiane, de façon, selon les croyances laotiennes,  à les écarter des rizières et à les faire retourner dans l'eau.

## Les courses de pirogues
Les courses de pirogues débutent à la moitié du carême bouddhique, nommé Ok Phansa.
Étant donné que les courses ont lieu à la fin de la saison des pluies, les activités agricoles sont donc moindres,  permettant ainsi aux habitants de s'y consacrer pleinement.
De nombreux villages en bordure de Mékong possèdent leur propre pirogue. Chaque pirogue peut contenir environ 50 athlètes.
Nombreux sont les spectateurs venant encourager leur bateau et ce malgré  les hautes températures et la forte humidité.

Ainsi, la course des pirogues est l'occasion de se mesurer entre villages, de faire la fête mais aussi quelques achats (un marché apparait autour de chaque fête).
Les courses ont généralement lieu l'après-midi et la finale se déroule à Vientiane.